# Маломаресевское сельское поселение
Маломаресевское се́льское поселе́ние — упразднённое муниципальное образование в Чамзинском районе Мордовии Российской Федерации.
Административный центр — село Малое Маресево.

## История
Статус и границы сельского поселения установлены Законом Республики Мордовия от 28 декабря 2004 года № 128-З  «Об установлении границ муниципальных образований Чамзинского муниципального района, Чамзинского муниципального района и наделении их статусом сельского поселения, городского поселения и муниципального района».
Законом от 17 мая 2018 года N 52-З, Маломаресевское сельское поселение и одноимённый сельсовет были упразднены, а входившие в их состав населённые пункты были включены в состав Большеремезенского сельского поселения и сельсовета с административным центром в селе Большие Ремезенки.

## Население
| 2002 | 2010 | 2012 | 2013 | 2014 | 2015 | 2016 |
| ---- | ---- | ---- | ---- | ---- | ---- | ---- |
| 276  | ↘224 | ↗241 | ↗243 | ↗247 | ↗258 | ↘257 |
| 2017 | 2018 |      |      |      |      |      |
| ↗264 | ↗269 |      |      |      |      |      |

## Состав сельского поселения
| № | Населённый пункт | Тип населённого пункта | Население |
| - | ---------------- | ---------------------- | --------- |
| 1 | Малое Маресево   | село                   | ↘188      |
| 2 | Малые Ремезенки  | деревня                | ↘36       |